# سن پدرو د کارتاگو
سن پدرو د کارتاگو (انگلیسی: San Pedro de Cartago) یک منطقه مسکونی در کشور کلمبیا است.